# Обработваема земя
Обработваемата земя е всяка земя, годна за обработване с плуг и отглеждане на култури. Това може да се отнася както за използвана селскостопанска земя, така и за неизползвана земя с потенциал за използване.
В някои случаи е възможно превръщането на необработваема земя в обработваема такава, например чрез оран на почвата. В други случаи, обаче, нужната степен на модификация за превръщането на земята в обработваема е непосилно скъпа.
Световната обработваема земя възлиза на над 1,4 млрд. хектара (9% от сушата), като в днешно време има тенденцията да се увеличава. Над половината от тази площ приспада се използва за отглеждане на хлебни зърнени култури.

## Площ
Според Организацията по прехрана и земеделие, към 2013 г. световната обработваема земя възлиза на 1,407 млрд. хектара от общо 4,924 млрд. хектара селскостопанска земя. По-голямата част от селскостопанските земи представляват пасища.
| Място | Държава/регион | 2008 г. | 2009 г. | 2010 г. | 2011 г. | 2012 г. |
| ----- | -------------- | ------- | ------- | ------- | ------- | ------- |
| –     | Свят           | 13 866  | 13 873  | 13 880  | 13 962  | 13 958  |
| 1     | Индия          | 1579    | 1578    | 1575    | 1574    | 1562    |
| 2     | САЩ            | 1631    | 1605    | 1598    | 1602    | 1551    |
| 3     | Русия          | 1216    | 1218    | 1200    | 1215    | 1197    |
| –     | ЕС             | 1091    | 1089    | 1074    | 1074    | 1083    |
| 4     | Китай          | 1086    | 1100    | 1114    | 1116    | 1065    |
| 5     | Бразилия       | 702     | 704     | 703     | 719     | 726     |
| 6     | Австралия      | 440     | 475     | 426     | 477     | 471     |
| 7     | Канада         | 443     | 438     | 434     | 430     | 459     |
| 8     | Аржентина      | 351     | 338     | 372     | 380     | 392     |
| 9     | Нигерия        | 370     | 340     | 360     | 360     | 350     |
| 10    | Украйна        | 325     | 325     | 325     | 325     | 325     |

Обработваеми площи в България съставляват 3,496 млн. хектара към 2016 г. Те представляват 32,2 % от общата площ на страната.